# Kışlaköy (Mut)
Kışlaköy ist ein Ort im Bezirk Mut der südtürkischen Provinz Mersin. Bis 2012 war Kışlaköy ein Dorf mit zuletzt 207 Einwohnern und wurde dann nach einer Gebietsreform zum Ortsteil der Stadt Mut. Der Ort liegt südwestlich der Fernstraße D-715 von Karaman nach Silifke an der Verbindungsstraße nach Gülnar, etwa 20 Kilometer südöstlich von Mut und 100 Kilometer südwestlich der Provinzhauptstadt Mersin. Er liegt im Tal des Göksu, der hier das Taurusgebirge durchschneidet, am Nordufer des Flusses. 
Einen Kilometer nördlich des Dorfes befindet sich der Siedlungshügel Kilise Tepe, der von der frühen Bronzezeit am Anfang des 3. Jahrtausends über die Zeit des hethitischen Großreichs bis in byzantinische Zeit bewohnt war.